# Ядав, Нарсингх
Нарсингх Панчам Ядав (англ. Narsingh Pancham Yadav; род. 6 августа 1989, Варанаси, Уттар-Прадеш) — индийский борец вольного стиля, призёр чемпионата мира, чемпион Азии, участник двух Олимпийских игр.

## Карьера

### Кушти
Он является последователем Махараштра Кесари, одного из стилей в индийской борьбе кушти. Он первый борец, который выиграл титул 3 раза подряд в 2011, 2012 и 2013 годах. В 2012 году он был награжден премией Арджуна за вклад в борьбу.

### Вольная борьба
В середине мая 2010 года в Нью-Дели, победив в финале иранца Саид Риджахи, он завоевал золотую медаль чемпионата Азии в весовой категории до 74 кг.
В начале октября 2010 года на Играх Содружества он выиграл золотую медаль  в весовой категории 74 кг. На Играх, проходивших на родине, в Нью-Дели, Нарсингх Ядав был заменен в последнюю минуту. Ему удалось стать победителем, победив в финале Ричарда Аддиналла из ЮАР.
В августе 2011 года в Мельбурне, Нарсингх занял второе место на чемпионате Содружества, завоевав серебряную медаль, проиграв в финале Клеопасу Нкубе из Канады.
10 августа 2012 года на Олимпиаде в Лондоне Нарсингх Ядав проиграл свою первую схватку Мэтту Джентри из Канады в весовой категории до 74 кг и выбыл из турнира, заняв итоговое 13 место.
29 сентября 2014 года на Азиатских играх в южнокорейском Инчхоне в 1/8 финала Нарсингх проиграл Рашиду Курбанову из Узбекистана . Благодаря тому, что соперник вышел в финал, Нарсингх смог побороться за бронзовую медаль через утешительный бой, где он сначала одолел Рамазана Камбарова из Туркменистана, а в схватке за третье место он поборол Дайсукэ Симаду из Японии, завоевав бронзу.
В честь завоевания бронзовой медали Нарсингх вместе с метательницей диска Симой Пунией был награжден денежным призом в размере 50 лакхов рупий правительством штата Уттар-Прадеш.
В мае 2015 года на чемпионате Азии в Дохе Ядав был включен в категорию 74 кг в отсутствие двукратного олимпийского призёра Сушила Кумара, проиграл Дайсукэ Симаде из Японии со счетом 9:12 в квалификационном раунде, но получил право на утешительный раунд после того, как последний вышел в финал. В своем утешительном поединке он победил Бёнмина Конга из Южной Кореи со счетом 15:4 и вышел в решающую схватку за бронзовую медаль. Со счётом 3:1 он победил Жигера Закирова из Казахстана и завоевал бронзовую медаль.
12 сентября 2015 года он принимал участие на предолимпийском чемпионате мира в американском Лас-Вегасе, Ядав в 1/16 финала выиграл со счетом 3:1 у Ханоха Рахамина из Израиля, его следующим соперником был Сонер Демирташ из Турции, которого он победил со счетом 3:1, в четвертьфинале Нарсингх встретился с Ливаном Лопесом из Кубы и выиграл со счетом 4:1, в полуфинале он проиграл монголу Пурэвжавыну Онорбату со счетом 3:1, схватка за бронзовую медаль, против Зелимхана Хаджиева из Франции, складывалась для него неудачно, он проигрывал 4:12 за минуту до конца, однако, он провёл захват головы и удержал Зелимхана Хаджиева на туше.
Победа в схватке за бронзовую медаль стала новостью по всей Индии не только из-за туше, но и из-за одного конкретного приема – приема «Дхак», который используется в дангах или местных борцовских клубах по всей Индии. Его тренер Джагмал Сингх, который работал с ним в течение десяти лет, рассказал: «Это называется Дхак. Это показной борцовский прием, который люди используют на грязевых коврах во время больших деревенских турниров. Он нравится публике. Но его очень трудно выполнить точно».

### Скандал вокруг Олимпиады 2016 года
Завоевав бронзу на чемпионате мира, Ядав получил право на участие в Олимпиаде в Рио-де-Жанейро в 2016 году, но другой борец сборной Индии Сушил Кумар, который пропустил квалификационный турнир летних Олимпийских игр 2016 года из-за травмы, попросил провести судебное разбирательство между ним и Нарсингхом и перенёс свое ходатайство в Высокий суд Дели. Только после того, как его апелляция была отклонена, было подтверждено, что Нарсингх поедет на Олимпиаду в Рио-де-Жанейро в 2016 году. Однако, Ядав провалил два антидопинговых теста, проведенных 25 июня и 5 июля 2016 года, дав положительный результат на метандиенон, который, как он утверждал, должен был «саботировать» его шансы на участие в Олимпиаде, после чего NADA выдало ему чистую карточку. Всемирное антидопинговое агентство оспорило это решение, и дело было передано в Спортивный арбитражный суд. 18 августа 2016 года за один день до первой схватки Ядава, Спортивный арбитражный суд вынес ему четырехлетнюю дисквалификацию.. Он был дисквалифицирован на 4 года и отстранен от Олимпийских игр 2016 года в Рио-де-Жанейро Спортивным арбитражным судом после того, как Всемирное антидопинговое агентство (WADA) подало апелляцию на решение Национального антидопингового агентства разрешить ему соревноваться даже после того, как он провалил допинг-тест, дав положительный результат на анаболические стероиды. Национальное антидопинговое агентство заявило, что проба Ядава была саботирована соперником.

## Профессиональная лига рестлинга (PWL)
Для первого выпуска Pro Wrestling League Нарсингх был куплен франшизой Бангалора, принадлежащей JSW Sports, во время аукциона, проведенного в Нью-Дели . Бронзовый призер чемпионата мира был выдающимся игроком, которого франшиза Бангалора приобрела за 34,5 лакха рупий. Старт Pro Wrestling League запланирован на период с 10 по 27 декабря 2015 года.

## Поздравления и награды
Во время визита легендарного Пеле в Индию для участия в финале Кубка Суброто, Нарсингх был приглашен на специальный ужин, устроенный организаторами Кубка, и отмечен за его вклад в индийскую борьбу.

## Проблемы с законом
Ядав получил должность заместителя суперинтенданта полиции от штата после получения им золотой медали на Играх Содружества в 2010 году. Однако его поймали на мошенничестве на внутреннем экзамене, и он столкнулся с расследованием.

## Личная жизнь
Нарсингх Ядав — сын Панчама Ядава и Бхулны Деви из восточного штата Уттар-Прадеш. Нарсингх и его брат Винод Ядав оба жили со своим отцом Панчамом и его матерью в деревне Нима в Варанаси. Оба брата стали борцами. Его брат Винод Ядав — контролер билетов на индийских железных дорогах. Нарсингх тренируется с 13 лет и в настоящее время проживает в пригороде Кандивли в Мумбаи. Нарсингх — заместитель суперинтенданта полиции в полиции Махараштры. Нарсингх Ядав женат на индийской спортсменке, которая занималась борьбой Шилпи Шеоран.